# Aki (1907)
Aki (jap. 安芸 Aki) – japoński pancernik generacji przeddrednotów (semidrednotów), z okresu I wojny światowej. Zaprojektowany jako okręt typu Satsuma i jako taki zaliczany przez niektóre publikacje, pierwszy japoński pancernik napędzany turbinami parowymi.

## Historia
Pancernik został zaprojektowany i zbudowany w Japonii w Stoczni Marynarki Wojennej w Kure. Nazwa pochodzi od prowincji Aki – obecnie części prefektury Hiroszima. "Aki" został zamówiony na podstawie programu rozbudowy floty z 1904 roku, podczas wojny japońsko-rosyjskiej, jako bliźniaczy okręt pancernika "Satsuma". Oba zostały zaprojektowane jako pancerniki realizujące ideę "all-big-gun" (samej ciężkiej artylerii – drednoty), ale z powodu braku wystarczającej ilości dział 305 mm, zostały uzbrojone w mieszaną artylerię główną. Z tego powodu określane są jako semidrednoty (półdrednoty). Budowa "Aki" została wstrzymana na 10 miesięcy, aby szybciej ukończyć krążownik "Tsukuba". W międzyczasie został on przeprojektowany, z użyciem turbin parowych zamiast maszyn parowych oraz ze zmianami artylerii średniej (8 dział 152 mm zamiast 12 120 mm) i w efekcie stanowił odmienny, choć zbliżony okręt od ukończonej szybciej "Satsumy". Oprócz tych zmian, oba pancerniki różniły się wizualnie ilością kominów ("Aki" - trzy w miejsce dwóch), w niewielkim stopniu wymiarami i szybkością ("Aki" był minimalnie większy i szybszy).
"Aki" był ostatnim japońskim pancernikiem zbudowanym z kotłami parowymi opalanymi w części węglem oraz pierwszym japońskim pancernikiem z napędem turbinowym, co pozwoliło mu na osiągnięcie prędkości maksymalnej 20,25 węzła w czasie prób w grudniu 1910 (przy mocy 27.740 KM).

## Służba
Pancernik brał udział w I wojnie światowej, patrolując linie żeglugowe na południe od Wysp Japońskich, na Morzu Południowochińskim i na Morzu Żółtym, ale bez większych incydentów.
Zgodnie z ustaleniami traktatu waszyngtońskiego "Aki" wycofano ze służby 20 września 1923. Został zatopiony 2 września 1924 jako okręt-cel przez pancerniki "Kongō" i "Hyūga" w Zatoce Tokijskiej. Później niektóre z wież dział 203 mm zostały wydobyte i ustawione w bateriach artylerii nabrzeżnej wokół Zatoki Tokijskiej m.in. w: Misaki, Kanagawa, na półwyspie Miura i na Jōgashima.

## Opis
Podobnie, jak "Satsuma", okręt miał konstrukcję gładkopokładową, z dziobem kliprowym. Sylwetkę okrętu wyróżniały trzy kominy na śródokręciu, z czego dwa pierwsze blisko siebie, a trzeci dalej (kolejny japoński typ pancerników Settsu miał odwrotnie rozmieszczone trzy kominy). Tuż przed przednim kominem znajdowała się nadbudówka dziobowa połączona z palowym masztem, w pewnej odległości za trzecim kominem był maszt rufowy z bomem do łodzi, a za nim nadbudówka rufowa.
Główne uzbrojenie stanowiły 4 działa kalibru 305 mm w dwudziałowych wieżach w osi symetrii na pokładzie dziobowym i rufowym. Artylerię główną uzupełniało 12 dział kalibru 254 mm w dwudziałowych wieżach, ustawionych na śródokręciu po trzy na każdej z burt, po obu stronach kominów i masztu rufowego. Oprócz prowadzenia ognia w kierunku burt, dziobowa para wież mogła w pewnym zakresie kątów strzelać do przodu, a rufowa - do tyłu. Rozmieszczenie artylerii głównej było analogiczne, jak na "Satsuma". Artylerię średnią natomiast stanowiło 8 dział 152 mm w kazamatach na śródokręciu, po 4 na burtę, pod poziomem pokładu górnego, co utrudniało ich użycie podczas złej pogody.

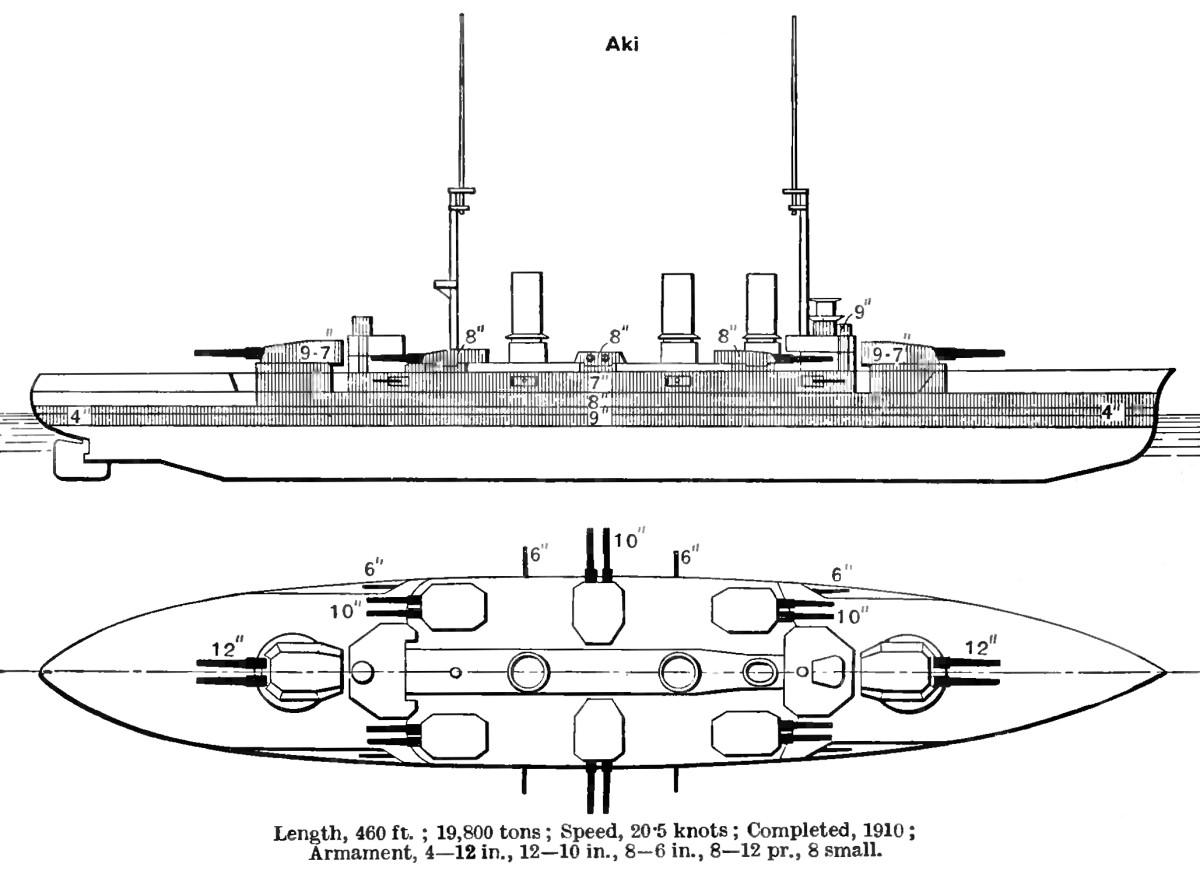
Uproszczony schemat opancerzenia i uzbrojenia

Istnieją rozbieżności co do artylerii pomocniczej - według części źródeł, stanowiło ją 12 dział 76 mm L/40 i 4 krótkolufowe działa 76 mm L/28, a podczas I wojny światowej liczbę dział 76 mm zredukowano do 8, montując dwa przeciwlotnicze działa tego kalibru.

## Galeria

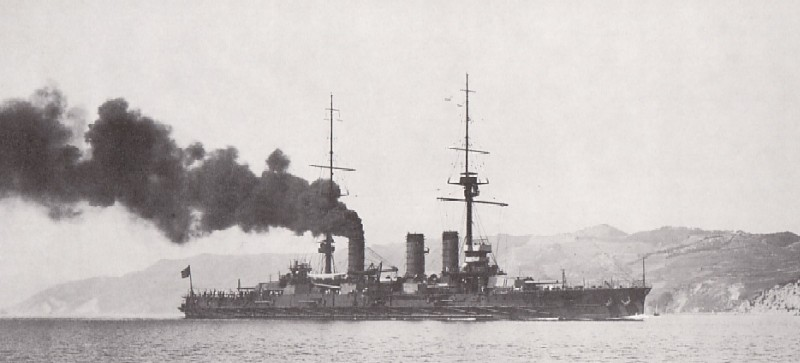
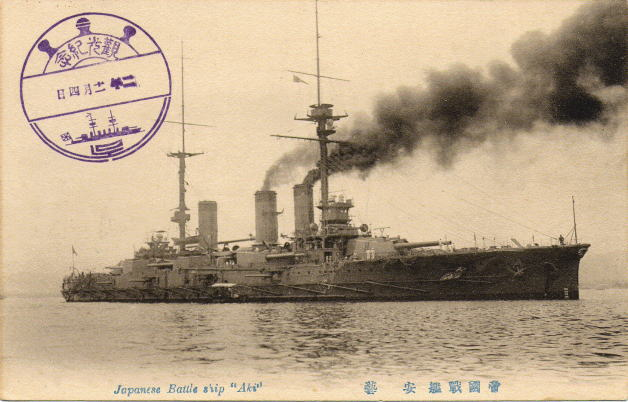
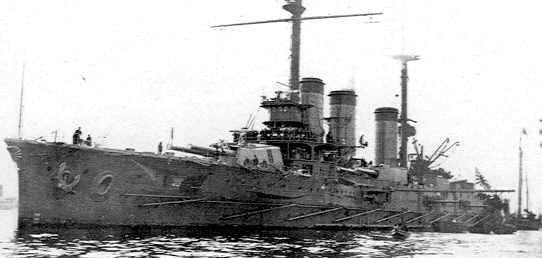

## Dane techniczne
Uzbrojenie :
- 4 działa 305 mm Armstrong / Typ 41 (nominalnie 12 cali lub 30 cm) w wieżach na dziobie i rufie (2xII)
  - długość lufy 45 kalibrów (L/45), kąt podniesienia ok. -5+15°, masa pocisku: 386 kg, szybkostrzelność ok. 1 strz/min[7]
- 12 dział 254 mm Vickers / Typ 41 (nominalnie 10 cali lub 25 cm) w wieżach na burtach (6xII)
  - długość lufy 45 kalibrów (L/45), kąt podniesienia ok. -5+30°, masa pocisku: 235 kg, donośność 24,6 km, szybkostrzelność ok. 1,5 strz/min[6]
- 8 dział 152 mm w kazamatach burtowych (8xI)
- 12 dział 76 mm L/40 (nominalnie 8 cm)[1]
- 4 działa 76 mm L/28 (nominalnie 8 cm)[1]
- 5 wyrzutni torpedowych 457 mm (podwodnych)

| Grubość opancerzenia pancernika "Aki" |            |
| Pas pancerny                          | 229-102 mm |
| Barbety                               | 234-178 mm |
| Wieże artylerii                       | 203-178 mm |
| Stanowisko dowodzenia                 | 152 mm     |
| Pokład                                | 50 mm      |